# Jamal Igle
Jamal Yasseem Igle (né le 19 juillet 1972 à Harlem) est un auteur de bande dessinée et illustrateur américain.

## Biographie
Né à Harlem, un quartier afro-américain de New York, Jamal Yasseem Igle étudie à la High School of Art and Design (en) puis à la School of Visual Arts dans les années 1990. Dès cette époque, il travaille pour l'industrie du comic book. Après un bref passage dans le storyboard de dessin animé, il revient en 2000 à la bande dessinée de super-héros.
De 2003 à 2005, il réalise avec le scénariste Thomas Fenton la série L'Armée des anges pour Les Humanoïdes associés. En 2005, DC Comics lui fait signer un contrat d'exclusivité. En 2011, il reçoit l'un des prix Inkpot attribués lors du Comic Con de San Diego.
En janvier 2012, Igle annonce avoir rompu son contrat avec DC pour se consacrer un nouveau projet : la série Molly Danger, qu'il scénarise lui-même mène. Après une campagne de financement participatif à succès, l'album volume paraît chez Action Lab Comics (en) en 2013. Igle se consacre ensuite à des projets indépendants.